# خوسيه كارفاليو (واثب حواجز)
خوسيه كارفاليو (بالبرتغالية: José Carvalho‏) هو واثب حواجز ‏ برتغالي، ولد في 15 يونيو 1953 في بورتو في البرتغال.

## وصلات خارجية
- خوسيه كارفاليو على موقع الاتحاد الدولي لألعاب القوى (الإنجليزية)
- خوسيه كارفاليو على موقع الاتحاد الأوروبي لألعاب القوى (الإنجليزية)
- خوسيه كارفاليو على موقع أوليمبيديا (الإنجليزية)